# Acacia inermis
Acacia inermis é uma espécie de leguminosa do gênero Acacia, pertencente à família Fabaceae.